# Wilmot, Arkansas
Wilmot är en ort i Ashley County i delstaten Arkansas i USA.